# 飯田憲二
飯田 憲二（いいだ けんじ、1892年9月10日 - 1983年5月15日）は、日本の柔道家（講道館8段・大日本武徳会教士）。
通信教育と独学で柔道を学んだ後に海軍で本格的に柔道を稽古し、全日本選士権大会や講道館の月次試合、春秋紅白試合等に出場・活躍した。また、少年柔道の普及と振興に腐心して全日本柔道少年団の発足に尽力し、今日の青少年柔道の発展に大きく貢献した事でも知られる。

## 経歴
1892年、北海道浦河郡浦河町の専業農家の家に生まれる。高等小学校を卒業後は笈を負っての上京を望んだが両親の反対で実現せず、代わりに、板垣退助を会長に据え野口清が主宰する帝國尚武會に入会。自宅の馬小屋を改造して小さな柔道場を作り、同会の通信講座を基に独学で柔道修行に励んだ。また、英語を習得せんと尾崎行雄が会長を務める大日本国民中学会に入会し、さらに近所に住む慶應義塾大学の卒業生に教えを請うなど、生まれつきの旺盛な好奇心を以て、北海道の片田舎ながら可能な限りの文武両道に勤しんだ。
| 段位 | 年月日         | 年齢 |
| ---- | -------------- | ---- |
| 入門 | 1918年7月28日  | 25歳 |
| 初段 | 1919年1月10日  | 26歳 |
| 2段  | 1921年7月20日  | 28歳 |
| 3段  | 1923年4月13日  | 30歳 |
| 4段  | 1927年2月16日  | 34歳 |
| 5段  | 1931年1月11日  | 38歳 |
| 6段  | 1937年12月22日 | 45歳 |
| 7段  | 1945年5月4日   | 52歳 |
| 8段  | 1956年6月20日  | 63歳 |

1911年6月、19歳の飯田は海軍を志願して神奈川県横須賀鎮守府管轄の海兵団に入隊した。陸軍では柔道をやれないが海軍ならやれるという事が、海軍志望の理由だったという。海軍工機学校を経て海軍機関学校（第27期高機練習科）を卒業するまでの間、松本信彦や鈴木亀次郎、緒方久人らの元で海軍独特の厳しい実践的柔道を叩き込まれ、めきめきと腕を上げた。
1918年7月付で講道館に入門すると、翌19年1月に初段、1921年7月に2段、1923年4月には3段に昇段している。
身長164cmと上背は無いが、最も得意とする左右の跳腰に加えて支釣込足や膝車、小外刈にも長じ、寝ては送襟絞や上四方固が上手かった。1924年に開催された海軍連合艦隊選抜柔道大会では、栄えある紅軍大将としてこれに出場している。
1925年6月に海軍を除隊後は現在の東芝に入社して柔道部教師（のち柔道部顧問）を任され、講道館4段位にあった1927年3月には横浜市鶴見町（現・鶴見区潮田町）に修武館柔道場を設立し、併せて多くの後進の指導に当たった。講道館より1931年1月に5段、1937年12月に6段を許されると同時に、大日本武徳会からは1933年5月に錬士、翌34年5月に教士の称号を受けている。1938年10月の第8回全日本選士権大会には一般成年後期の部に第2区（神奈川県ほか）代表で出場するも、初戦で山形の五十嵐九兵衛6段に敗れて上位進出は成らず。この他、初段から5段まで講道館月次試合や春秋紅白試合には殆ど欠かさずに出場している。
またこの間、1930年から1944年までは神奈川県柔道有段者会の審議員も務めた。
終戦直前の1945年5月に講道館7段となると、戦後は1952年に修武館柔道場兼接骨院を川崎市小川町へと移転し、引き続き青少年の育成に汗を流した。横浜時代を含めて、道場で指導した門生は延べ9,000人を数えたという。
この間、1946年4月から1951年まで日本鍛圧工業で取締役を務める傍ら、1947年からの約10年間は関東柔道連合会常任理事、神奈川県柔道連盟副会長、全日本柔道連盟評議員、全日本柔道整復師会（現・日本柔道整復師会）監事、神奈川県柔道整復師会理事といった要職を歴任し、永らく柔道界・柔道整復師界の運営に携わってその発展に貢献した。
また選手としては、1950年から1955年までの6年間、講道館主催の全国柔道高段者大会で7段の部に出場し好成績を収めている。

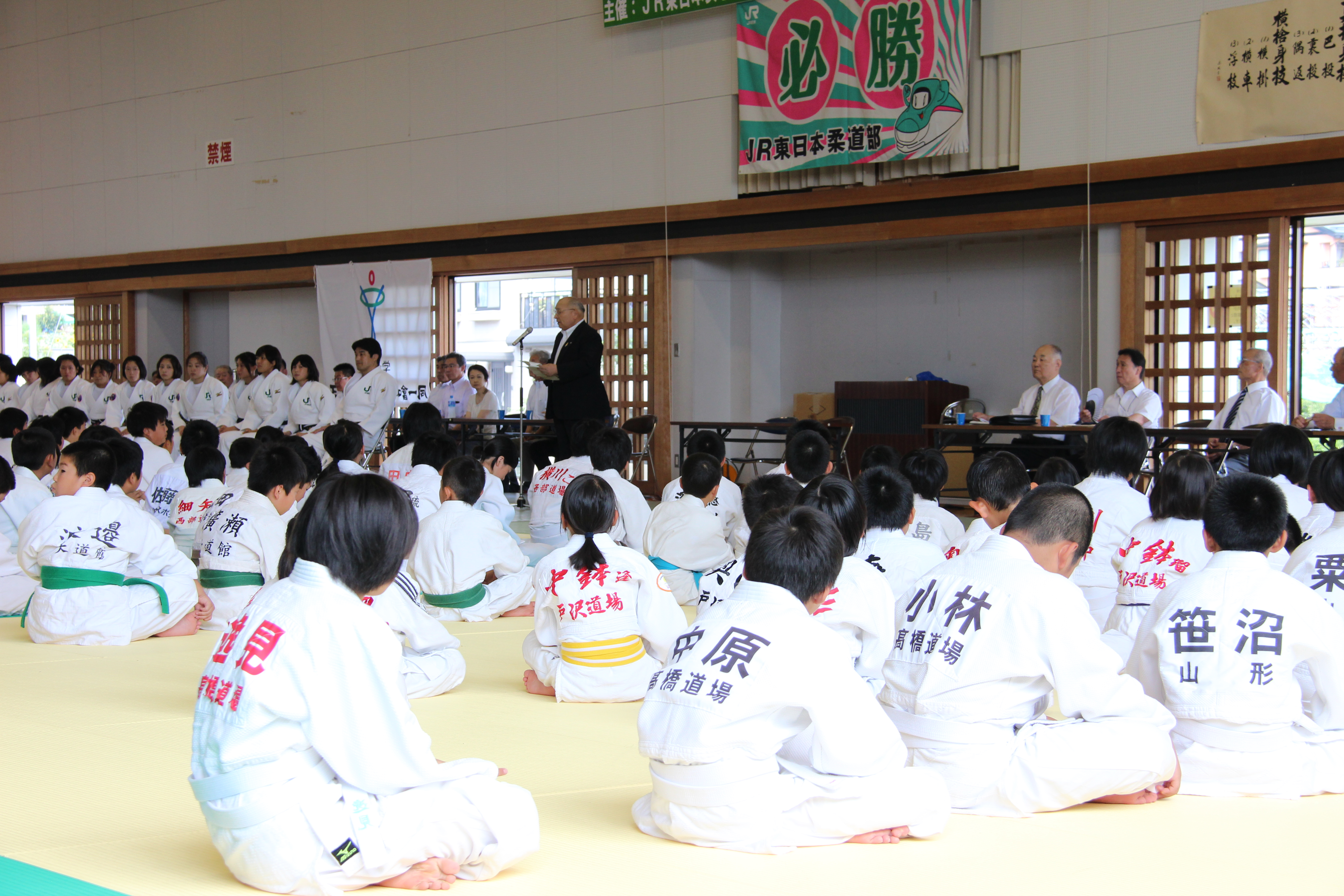
子供達の柔道大会の様子（2016年）
飯田達が蒔いた少年柔道の種は、後世で確かな実を結んだ

純粋に柔道を愛し創始者・嘉納治五郎の遺訓を信奉した飯田は、講道館の存続と発展のために様々な献策を行い、当時海外に広まりつつあった柔道がその方向を誤らないよう腐心した。
戦後の日本人の在り方を思慮し、特に少年柔道の発展に力を注いだ。神奈川県柔道連盟の会長であった鷹崎正見を口説き落として、太平洋戦争で途絶えてしまっていた全日本柔道少年団の再結成を提唱し、その実現にまで漕ぎ付けている。
1962年2月25日に講道館大道場で開かれた全日本柔道少年団の結団式には東京・千葉・神奈川など主に関東各地の100団体800人の関係者が列席した。
この時、鷹崎正見副団長（準備委員長）は「嘉納治五郎師範が少年の育成を痛感されて1933年に創られた柔道少年団（講道館特設少年部）は全国へと広まりつつあったが、先の大戦で中断してしまった。また、戦後国際的に柔道が普及していく中で、日本柔道の本来の気持ちが年々薄れていくような現象がある。これを防ぎ世界水準以上の日本人を創り上げるため柔道少年団を復活させ、柔道を通じて少年を育成していきたい」「町道場単位の分団や地方ブロックが加速度的に増加しているので、全国約3,000の町道場に呼び掛け、目標を1万5千人の団員の参加とし、全日本柔道連盟の一番下の下部組織としてやっていきたい、将来的には年齢別の選手権大会を開催する構想がある」との旨をスピーチしている。
しかし全日本柔道少年団の運営は決して安泰なものではなく、嘉納履正講道館長に団長就任を打診したが嘉納はこれを固辞し、代わりにと推薦した正力松太郎にも「老齢その任にあらず」と断られてしまい、団長不在のまま副団長である鷹崎や安西浩、早川勝が団長代行を務める有様だった。紆余曲折の門出となった全日本柔道少年団だったが、それでも創立10周年に当たる1972年にはこれを記念した全国少年柔道大会を開催するに至っている。
その開催を誰よりも喜び、全日本柔道少年団の理事として引き続き全力を尽くし奔走した飯田だったが、1980年に体調を崩して一時的に危篤状態に。この時は奇跡的に回復したものの、1983年5月には大腸癌の手術を受け、術後の経過が芳しくなく他界した。享年91。
亡くなる2年前の1981年より読売新聞社との共催で始まった全国少年大会は柔道界の主要行事の1つとして定着し、マルちゃん杯全日本少年大会と共に今日の青少年柔道の発展の場として寄与している。